# Defensor pacis
Il Defensor pacis ("difensore della pace"), scritto nel 1324 è l'opera più conosciuta del filosofo Marsilio da Padova in cui, fra l'altro, tratta dell'origine delle leggi.
In quest'opera ci viene fatto afferrare il senso e l'importanza della legge la quale deve dare precise regole alle comunità affinché queste possano avere una convivenza pacifica. 
Grande importanza viene data al governo, il quale è l'organo più importante dello Stato il cui compito è di far rispettare le leggi ad ogni costo, anche con la forza se necessario. 
Concetto importante per il bene dei cittadini era che il governo doveva essere eletto dal popolo, senza intromissioni del potere religioso (il quale, per sua esperienza personale, era ritenuto da Marsilio da Padova dannoso), dato che la Chiesa corrotta dell'epoca voleva, sempre secondo Marsilio, solo accrescere il proprio potere senza pensare al bene delle comunità.
Marsilio da Padova nel Defensor Pacis fu uno dei primi uomini a gettare le basi scritte del concetto di democrazia (dopo i filosofi greci) anche se è da puntualizzare che la democrazia che si presenta nei nostri giorni non è quella intesa dallo scrittore, perché secondo lui al governo doveva esserci un solo uomo o un ristretto gruppo di uomini (per trovare più facilmente un accordo ed avere più velocità di esecuzione dei provvedimenti).

## Il consorzio umano
Viene esaminata da Marsilio, anzitutto, la natura del consorzio umano e le regole che lo disciplinano, successivamente illustra la natura della Chiesa nella sua organizzazione e nei suoi fini. 

 
Marsilio conosce Aristotele, ma non ne è condizionato. Da Aristotele deriva il concetto del consorzio civile quale organismo naturale basato sulla famiglia, e dello Stato precisa che fanno parte 
(Marsilio da Padova, op.cit.)

## Sovranità Popolare, Principio Rappresentativo e Maggioritario
Marsilio afferma che il potere legislativo spetta al popolo considerato come Universitas e pure ad esso spetta quella che noi chiamiamo sovranità popolare, anche se il concetto di sovranità inteso in senso moderno sarà sviluppato solo più tardi. 
(Vasoli C. - Il Difensore della Pace.)
Precisato che il potere legislativo spetta al popolo, determina le modalità con cui questa volontà popolare si manifesta ed esprime. 
Spetta alla maggioranza, intesa quantitativamente, rappresentare e manifestare la volontà del popolo. Alla base di tutto sta la considerazione che l'individuo, in quanto parte del popolo, è obbligato ad accettarne le decisioni. All'obiezione che la maggior parte del popolo si deve considerare incapace e che, perciò, soltanto pochi, particolarmente esperti, potranno formare le leggi, Marsilio risponde che seppure i sapienti possono legiferare meglio dei non dotti, non vuol dire che siano più competenti dell'universalità dei cittadini, di cui essi stessi fanno parte. Agli esperti compete formulare, ma soltanto formulare, la legge, mentre spetta al popolo approvarla o respingerla. 
Sono tracciati quelli che si possono considerare i fondamenti del moderno costituzionalismo: la sovranità popolare, il principio rappresentativo e quello maggioritario. 

## Divisione dei Poteri
Marsilio individua la prima di quella che successivamente sarà chiamata separazione dei poteri, pars principans o potere legislativo esclusivo del popolo ed il potere esecutivo esercitato dal Principe. 
C'è nella teoria marsiliana un dualismo tra principe e popolo analogo a quello che si riscontra nell'antico diritto germanico e più in generale barbarico, ma con la differenza che, per Marsilio, il potere del popolo è superiore a quello del principe e ciò si manifesta nel potere di sorveglianza che il popolo ha sull'attività del principe, potere che può arrivare alla deposizione del principe stesso. 

## Politica e Religione, Stato ed Impero
Dio è estraneo nei princìpi politici di Marsilio, mentre era presente nelle istituzioni medioevali quale causa prima e fine ultimo. Nel Defensor Pacis Dio è considerato fra i fattori secondari e generali, essendo l'uomo la causa prima del consorzio sociale e la base essenziale e sostanziale dello Stato. 
È proprio per questi principi così innovatori e moderni, tenuto conto dell'epoca in cui sono stati manifestati, che Marsilio da Padova ha avuto tanta risonanza e tanta influenza ha esercitato sul pensiero contemporaneo.

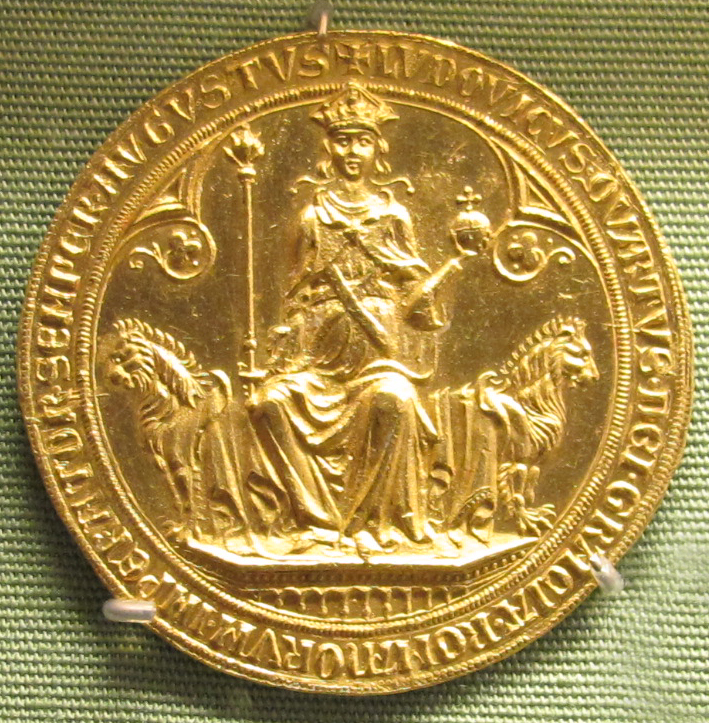
Sigillo di Ludovico il Bavaro

Nelle opere compilate nei primi anni del Trecento intorno alla lotta tra Filippo il Bello e Bonifacio VIII, oltre a trattare del conflitto tra potere civile e papato, Marsilio pone, anche se in maniera ancora non definita, la questione del rapporto conflittuale fra lo Stato e l'Impero: arena dottrinale dove i regalisti oppongono le ragioni del Re di Francia alle pretese dell'Imperatore. 
Ecco Bartolo da Sassoferrato e la scuola italiana che fissano il principio Imperator est dominus totius mundi, l'Imperatore è signore di tutto il mondo, a cui risponde la scuola di Tolosa con la formula Rex est Imperator in suo Regno, il Re è Imperatore nel proprio regno.

## Lo Stato
Marsilio si serve espressamente e ripetutamente del termine Stato, definendolo come una pluralità di città o di province sottoposte ad un potere unico, unico nel senso di esclusivo. In altri scritti, specialmente quelli a favore di Ludovico il Bavaro, si serve del termine Impero e ciò per il fatto che ad una istituzione tanto universale come la Chiesa non può opporre che un'altra istituzione altrettanto universale quale l'Impero. 
Soltanto dopo un lungo travaglio politico e dottrinale lo Stato affermerà la sua autonomia nei confronti dell'Impero stesso, nasceranno le nuove nazioni che con i propri caratteri di sovranità e territorialità agiranno dentro e contro l'Impero. Su tutto ciò influirà grandemente la riforma protestante, che distruggerà quell'unità religiosa che era stata la grande costruzione medioevale. 
Marsilio configura lo Stato come un organismo composito in cui si incontrano Partes aventi ciascuna una propria funzione. 
Questa distinzione in Partes oltre ad avere un'origine prettamente umana ne ha anche una politica essendo stabilita dall'Humanus Legislator, il popolo, ed è proprio questi che opera ogni distinzione compresa quella del sacerdozio. Considera il sacerdozio come una parte dello Stato, una Pars necessaria, ma niente di più che la parte di un tutto. 

## Forma dello Stato
Per quanto riguarda la forma dello Stato esprime una preferenza per una sorta di monarchia che impropriamente può essere definita costituzionale, dall'origine elettiva e dalla dipendenza dalla legge, ma la novità e l'originalità di Marsilio da Padova stanno nel fatto che la forma politica dello Stato deve essere scelta dal Legislator Humanus, la cui volontà è la volontà del popolo, essendo esso stesso il popolo. 

 
Ecco espresso il principio della sovranità e rappresentatività popolare laddove precisa che il
(Marsilio da Padova, op.cit.)
 e lo pone come l'unico soggetto titolato a scegliere la forma politica dello Stato. 
 
Lo Stato è concepito come prodotto umano, indipendentemente da premesse teologiche quali quelle del peccato o simili. La concezione dello Stato supera gli organismi politici particolaristici del Medioevo e se non riesce a conoscere la nozione della personalità giuridica dello Stato ne pone tuttavia le basi. 

 
Dalla Comunitas Civium nasce la sovranità e la legge che è la funzione principale dello Stato. La legge 
(Marsilio da Padova, op.cit.)

## Natura e fini del sacerdozio
Nella seconda parte del Defensor Pacis Marsilio dedica al problema dei rapporti tra lo Stato e la Chiesa ed alla sua risoluzione molte più pagine che nella prima parte. Se sacerdozio è considerato niente più che una parte dello Stato, una pars necessaria, ma niente di più che la parte di un tutto, la legge divina è considerata come remedium al disordine ed alla corruzione spirituale derivante dal peccato: fine del sacerdozio è, dunque, la predicazione di questa legge divina che è in definitiva la legge evangelica. 
Il sacerdozio, per quel suo carattere politico derivante dall'essere una funzione dello Stato, è dallo Stato regolato. Si parla di pars sacerdotalis come si parla di pars agricola o commerciale e da ciò discende che è regolata dallo Stato al pari delle altre partes che lo costituiscono. 
Il fine precipuo del sacerdozio è l'insegnamento, la predicazione della legge evangelica e l'esplicazione di quelle funzioni esclusivamente spirituali nelle quali il Principe non può né deve entrare mentre, laddove si tratti di questioni civili o politiche, la competenza piena ed esclusiva è dello Stato. 

## La Chiesa
Marsilio esamina il concetto di Chiesa in tutti i suoi attributi e nelle sue funzioni, precisando che 
(Marsilio da Padova, op.cit.)
(Marsilio da Padova, op.cit.)
Viene a cadere, così, ogni differenza tra laici e clero. 
 
Distingue la Chiesa quale Universitas Fidelium, l'insieme dei fedeli, dal sacerdozio che non è altro che un suo organismo, una sua funzione. Abbatte quei privilegi e prerogative di tipo metriale che il clero ha acquisito e ciò in funzione del carattere puramente spirituale del sacerdozio. Nega qualunque pretesa da parte del clero di potere coattivo o di immunità, sancendo anche l'impossibilità per i chierici di possedere. Definito il concetto di sacerdozio come mera funzione ne nega il carattere sacramentale. 
Nega soprattutto il potere del Vescovo di Roma sulla Chiesa e sulla gerarchia ecclesiastica, affermando che la fonte di ogni potere è la universitas fidelium a cui spetta la nomina dei ministri del culto. 
Da ciò discende che, essendo la communitas fidelium la stessa communitas civium che forma lo Stato, la fonte di ogni potere è uguale, il popolo.

## Papato e Concilio
Il processo tendente a rendere monarchica ed assoluta l'autorità papale si è compiuto nell'interno della Chiesa con Gregorio VII e Innocenzo III. Le lotte per la supremazia della Chiesa sull'Impero, in cui si vedono chiare pretese di dominio, sono oggetto dell'interesse storico del Trecento. 

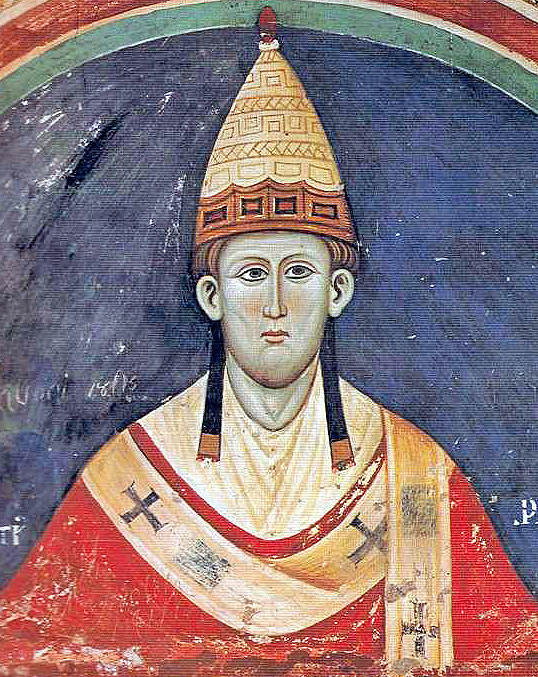
Innocenzo III

La definizione Papa potest dici Ecclesia, il Papa è la Chiesa, è nel medesimo tempo il risultato dell'ardua lotta per il primato, compiuta dai grandi papi del Medioevo ed il programma di un futuro non lontano. In questa lotta si leva forte la voce di Marsilio da Padova contro il papato, esaltando la funzione dello Stato e precisando la natura della Chiesa quale organizzazione e istituzione religiosa. Nega ogni potere papale ed ogni pretesa di dominio da parte del Papa, sulla Chiesa, potere che spetta invece all'Universitas Fidelium rappresentata dal Concilio ecumenico.
Quest'ultimo è costituito dalla comunità dei fedeli, clero e laici, attraverso i propri rappresentanti, e non da soggetti nominati direttamente dal Papa a cui sottrae la convocazione del Concilio che spetta al Principe. Marsilio elimina ogni differenza tra il clero ed i laici, e, in seno al clero, tra i vescovi ed i semplici sacerdoti. 
La partecipazione al Concilio è obbligatoria sia per il clero che per i laici, rispondendo questo dovere ad una esigenza di carattere sociale e morale. Quanto deciso dal Concilio ha valore di legge universale ed è posto, per autorità, immediatamente dopo i sacri testi e prima dei decretali ai quali non viene riconosciuta alcun'autorità cogente. Il Concilio ha il più vasto campo di azione possibile, potendo decidere circa il rito, i digiuni, il riconoscimento di ordini religiosi, insomma su tutto quanto interessa la vita religiosa. 
I vescovi devono sottostare al Concilio, potendo ogni potere, loro concesso, essere revocato in qualsiasi momento. Il Concilio può determinare la preminenza di un vescovo su altri, ma soltanto con carattere puramente amministrativo, non comportando questa relativa superiorità alcuna supremazia od immunità: il vescovo di Roma, è sottoposto alla vigilanza dello Stato e precisamente della Universitas Civium. L'Universitas civium può attraverso l'Imperatore convocare in qualsiasi momento il Concilio ecumenico. L'imperatore ha, oltre il compito di convocare il Concilio, che farà per ragioni di opportunità su invito del Pontefice, un potere di sorveglianza sullo svolgimento del Concilio stesso. 
Marsilio nega il primato sia spirituale che temporale, del vescovo di Roma, il Papa. Primato che è stato costruito a poco a poco, in maniera impercettibile, per sedimentazione consuetudinaria, acquistando un'autorità morale prima e politica poi sempre maggiore. Di questo processo il popolo non fu consapevole, tanto che alla fine accettò il primato romano come voluto da Dio. L'autorità che viene negata al Pontefice è invece riconosciuta al Concilio ecumenico. 

 
È la Universitas Fidelium, analoga alla Universitas Civium, l'organo supremo della Chiesa. Siamo di fronte ad un processo di costituzionalizzazione analogo a quello visto per lo Stato. Marsilio nega la necessità di una qualsiasi mediazione ecclesiastica: 
 
Toglie ogni forza coattiva all'autorità ecclesiastica e la stessa scomunica, dopo un regolare giudizio, è deferita al Concilio ecumenico. Le usurpazioni del Papa e dell'organizzazione ecclesiastica sul potere civile sono considerate quali vere cause di turbamento della pace, 
 
Nega l'istituzione divina dell'organizzazione della Chiesa e la considera come il risultato di usurpazione dei diritti dei fedeli che partecipano della Chiesa allo stesso titolo dei sacerdoti. 
Diversi sono gli elementi della polemica, ma fra tutti il più importante è quello della superiorità del Concilio ecumenico.

## Riforma della Chiesa
Marsilio ha una chiara visione dello stato di corruzione e di degenerazione in cui versa la Chiesa, si trova fronte ad uno spettacolo desolante: la quasi completa ignoranza da parte dei chierici dei sacri testi, la inesperienza e l'ambizione dilagano in tutte le sfere della Chiesa, sia alte che basse. Molti sono gli autori che condannano questo stato di cose, e fra tutti si eleva la voce di Dante. 
Marsilio si propone una riforma della Chiesa che si deve basare sulla sua democratizzazione, vuole che il popolo entri a far parte delle istituzioni della Chiesa e che possa influire su di essa. Viene accettato il corpo dei cardinali purché vi sia una più estesa rappresentanza nazionale. Conseguentemente subiranno la stessa riforma tutti gli altri organi canonici minori. 

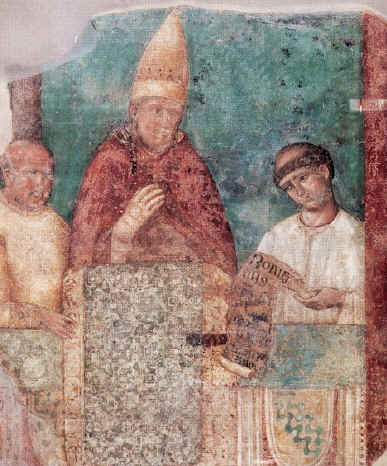
Bonifacio VIII di Giotto

Viene negata ogni pretesa di Plenitudo Potestatis come deleteria e contraddittoria nei confronti dei poteri dello Stato, quella pienezza di potere di cui si fa campione papa Bonifacio VIII, secondo cui la sfera del potere ecclesiastico deve assorbire quello temporale perché la sovranità papale non conosce limiti per la sua origine divina. Con la sua Bolla Clericis laicos del 1296 proibisce, pena la scomunica, l'imposizione di qualsiasi tassa e contributo a carico di ecclesiastici da parte del potere laico senza il consenso del Papa, ciò mette in gioco l'esistenza stessa degli Stati. 
La Francia di Filippo il Bello risponde con una serie di editti che impediscono non solo l'esportazione di oro e preziosi, ma anche l'ingresso nel suo territorio di stranieri, rendendo, così, di fatto impossibile per il Papa finanziarsi attraverso i suoi legati. Filippo il Bello la spuntò contro il Papa, che dovette subire l'imposizione fiscale francese anche senza il suo consenso. Questo cedimento umiliante costituì un indebolimento politico della posizione del Papa ed un grande rafforzamento di quella del Re di Francia. Si delineano chiaramente le posizioni dei due campi dal cui contrasto la Chiesa di Roma uscirà umiliata mentre il potere statale incomincia ad acquisire, oltre che pienezza di poteri, sovranità in senso moderno. 
Quasi come fine naturale la Plenitudo Potestatis ha 
 
Il Papa è visto quale 
Mai definizione del Papa è stata tanto dissacrante quanto categorica. 

 
Sostiene in proposito il Battaglia: 
(F. Battaglia, Marsilio da Padova e la filosofia politica del Medio Evo.)

## La Legge
Marsilio espone con chiarezza il concetto di legge e, fra le varie definizioni che ne dà, la più incisiva appare la seguente 
Ecco la modernissima distinzione della legge in quanto oggetto di una disciplina e della legge in quanto norma giuridica con tutti i caratteri della norma giuridica: imperatività e coattività. 
Affinché la legge possa dirsi perfetta oltre i caratteri dell'imperatività e coattività deve anche rispettare un ideale di giustizia. 

Il carattere di giustizia, che deve essere proprio della legge, deriva da quella stessa fonte da cui la legge deriva l'imperatività e cioè dal Legislator Humanus, colui che fissa il criterio che la legge deve seguire. Soltanto il Civile Consortium può indicare ciò che è giusto e ciò che deve essere seguito: 
Tratta il problema del rapporto tra legge divina e legge umana risolvendolo con genialità, modernità di vedute ed anche con una certa audacia. La prima distinzione tra le due leggi è la sanzione, che nella legge divina è puramente spirituale e ultra terrena. 

L'uomo risponde solo a Cristo e non invece ai sacerdoti a cui viene negato, nella maniera più assoluta, ogni potere coattivo. Lo Stato deriva da sé stesso i propri princìpi e fini, indipendentemente da qualsiasi influenza divina. La teoria marsiliana si distingue dal naturalismo aristotelico in quanto, mentre il secondo guarda più che altro alla natura, Marsilio pone a centro e fondamento della sua opera l'uomo inteso come essere libero e consapevole. Per quanto riguarda il processo di formazione della legge soltanto un certo numero di individui presi dalla Universitas Civium formulano le leggi, e sarà poi il popolo con la propria approvazione a dare il carattere di giuridicità alle leges precedentemente formulate, è pure al popolo che spetta il diritto di formulare aggiunte o modifiche, cosa che farà 

Dalla Universitas Civium vengono esclusi i fanciulli, le donne, gli schiavi ed anche gli stranieri. Come si è detto sopra, spetta agli esperti, ai Prudentes la formulazione delle proposte di legge: 

## Valentior Pars
Le proposte di legge dovranno essere approvate dall'Universitas Civium o dalla sua Valentior Pars e solo dopo di ciò avranno l'efficacia di norme giuridiche. L'autorità di fare le leggi spetta solo al corpo dei cittadini che farà sì che esse vengano osservate assolutamente. A questo proposito va chiarito il concetto di Valentior Pars nel senso che essa è costituita dalla maggior parte dei cittadini. 
È una maggioranza stabilmente costituita che si avvicina all'unanimità, la Valentior Pars è, infatti, l'intero corpo dei cittadini sani, distinti, è vero, secondo la diversità di stato e di condizione, ma tutti egualmente partecipi dello stesso carattere di autori della legge.